# Catocala invasa
Catocala invasa là một loài bướm đêm thuộc họ Erebidae. Nó được tìm thấy ở Trung Quốc.